# Daniel Villalva
Daniel Alberto Villalva Barrios (* 6. Juli 1992 in Caá Catí, Provinz Corrientes) ist ein argentinischer Fußballspieler auf der Position eines Stürmers und Mittelfeldspielers. Seit Mitte 2018 spielt er für den Querétaro FC in der mexikanischen Liga MX, der höchsten Spielklasse des Landes.
In seiner Heimat ist der Stürmer auch unter seinem Spitznamen Keko bekannt.

## Karriere

### Jugend und Vereinskarriere
Villalva begann seine aktive Karriere als Fußballspieler bereits im Nachwuchsbereich von River Plate. Dort durchlief er mehrere Jugendspielklassen und war zum Schluss hauptsächlich im dortigen U-19-Team sowie in der Reservemannschaft aktiv. Schnell schaffte er den Anschluss an die Profimannschaft des Vereins, die seit jeher in der höchsten argentinischen Liga vertreten ist.
Sein Debüt gab er schließlich noch in der Torneo Clausura 2009, als er am 8. Februar 2009 beim 2:2-Heimremis gegen den CA Colón in der 70. Spielminute für Mauro Rosales eingewechselt wurde. Mit diesem Einsatz wollte man den Kampfgeist des damals 16-jährigen Spielers wecken und ihm einen Ansporn geben, sich rasch im Profiteam durchzusetzen.
Bis zu seinem nächsten Meisterschaftseinsatz vergingen beinahe sieben Monate, ehe er am 30. August 2009 beim 4:3-Heimsieg über die Chacarita Juniors in der 67. Spielminute für Marcelo Gallardo eingewechselt wurde. Nur wenige Sekunden danach erzielte der mittlerweile 17-Jährige nach Vorlage durch Ariel Ortega den zwischenzeitlichen 3:3-Ausgleichstreffer. Bis dato  folgten weitere neun Einsätze in der Torneo Apertura 2009, sowie weitere zwei Treffer und eine Vorlage. Am 6. Dezember 2009 stand er bei einer 1:3-Auswärtsniederlage gegen CA Vélez Sársfield zum ersten Mal in seiner noch kurzen Profikarriere die volle Spieldauer auf dem Rasen.
Nach seiner Zeit bei Querétaro FC wechselte er mehrfach den Verein. Zuletzt spielte er für Gimnasia y Tiro und Ferro Carril Oeste.
Seit Januar 2024 ist er beim bolivianischen Erstligisten La Paz FC unter Vertrag.

### International
Mit dem U-17-Nationalelf seines Heimatlandes nahm Villalva an der U-17-Weltmeisterschaft 2009 in Nigeria teil, wo er mit seinem Team trotz passabler Leistungen nicht über das Achtelfinale hinauskam. Während des Wettbewerbs kam er in vier Spielen zum Einsatz und gab dabei eine Torvorlage. Insgesamt kam er in fünf Länderspielen für das U-17-Team zum Einsatz und erzielte dabei drei Tore.

## Erfolge
- 1× U-17-WM-Achtelfinalist: 2009